# Mošeja
Mošéja (iz arabske besede »masdžid«) ali džamija (iz arabske besede »džami«) je muslimanski verski objekt, ki služi kot molilnica. Pogosto je ob njej minaret - stolp, s katerega mujezin kliče k molitvi. V sunitskem islamu obstajajo strogi kriteriji, ki jih mora izpolnjevati zgradba, da dobi naziv mošeja; manj formalna molilnica se imenuje musala. Običajno je posvečen manjši prostor znotraj verskega kompleksa.

## Zgodovina
Prva mošeja v zgodovini je postala poganska Kaba v Meki; prva mošeja v Medini, kamor so se prvi muslimani umaknili leta 622, je bila hiša preroka Mohameda.

## Znamenite mošeje
- Mošeja sultana Ahmeda (Carigrad, Turčija)
- Hagija Sofija (Carigrad, Turčija)
- Mošeja imama Alija (Nadžaf, Irak)
- Mošeja Haram (Meka, Saudova Arabija)
- Mošeja Al Aksa (Jeruzalem)
- Mošeja Omajadov (Damask, Sirija)
- Mošeja Qolsarif (Kazan, Rusija)